# Hallucination
Pour les articles homonymes, voir Hallucination (intelligence artificielle) et Hallucination (film).
 Mise en garde médicale
Une hallucination est définie, en psychiatrie, comme une perception sensorielle sans présence d'un stimulus détectable : par exemple voir des objets physiquement absents, ou bien entendre des voix sans que personne ne parle.
Les hallucinations psychosensorielles peuvent affecter l'ensemble des sens, tels que la vue, l'ouïe, l'odorat, le goût et le toucher.
Les hallucinations psychiques concernent uniquement la pensée : idées, sentiments, représentations… s'imposant à l'esprit.
Le classement des hallucinations varie selon les auteurs, et différents types d'hallucinations peuvent se recouper. Le phénomène hallucinatoire est hétérogène, lié à des causes très diverses, dont les limites et le mécanisme restent discutés.

## Étymologie et sémantique
En français le terme « hallucination » apparaît en 1660. C'est un emprunt au latin hallucinatio signifiant méprise, sur le verbe hallucinari anciennement allucinari : se tromper, divaguer, mais aussi tromper. Le terme allucita désignait en latin « un moucheron qui se brûle à la lumière », les savants étant en désaccord sur l'origine et l'ajout du h.
L'utilisation médicale du mot halluciner est attestée en 1674 dans le sens de « divaguer, errer ». Le terme reste imprécis tout au long du XVIIIe siècle, il n'est pas mentionné dans l'Encyclopédie, différents auteurs l'utilisent pour « affection de la cornée », « diplopie », « trouble mental », et « erreur des sens ».
C'est Esquirol (1772-1840) qui en donne une première définition moderne en 1838 :

« Un homme qui a la conviction intime d'une sensation actuellement perçue, alors que nul objet extérieur propre à exciter cette sensation n'est à la portée de ses sens, est dans un état hallucinatoire : c'est un visionnaire. »

Classiquement, « l'hallucination est une perception sans objet », ou encore « l'hallucination est définie par l'erreur fondamentale qui la fonde. Car halluciner c'est d'abord et avant tout transgresser la loi de la perception ; c'est percevoir ce qui ne comporte pas de perception » (Henri Ey, 1973).
Selon Georges Lanteri-Laura :

« Tout ce que nous estimons savoir sur les hallucinations dépend, et de façon bien peu contrôlable, de la fidélité des souvenirs des hallucinés et de l'exactitude de leurs confidences, car, au bout du compte, nous n'en connaissons que ce qu'ils nous en disent (…) »

## Historique

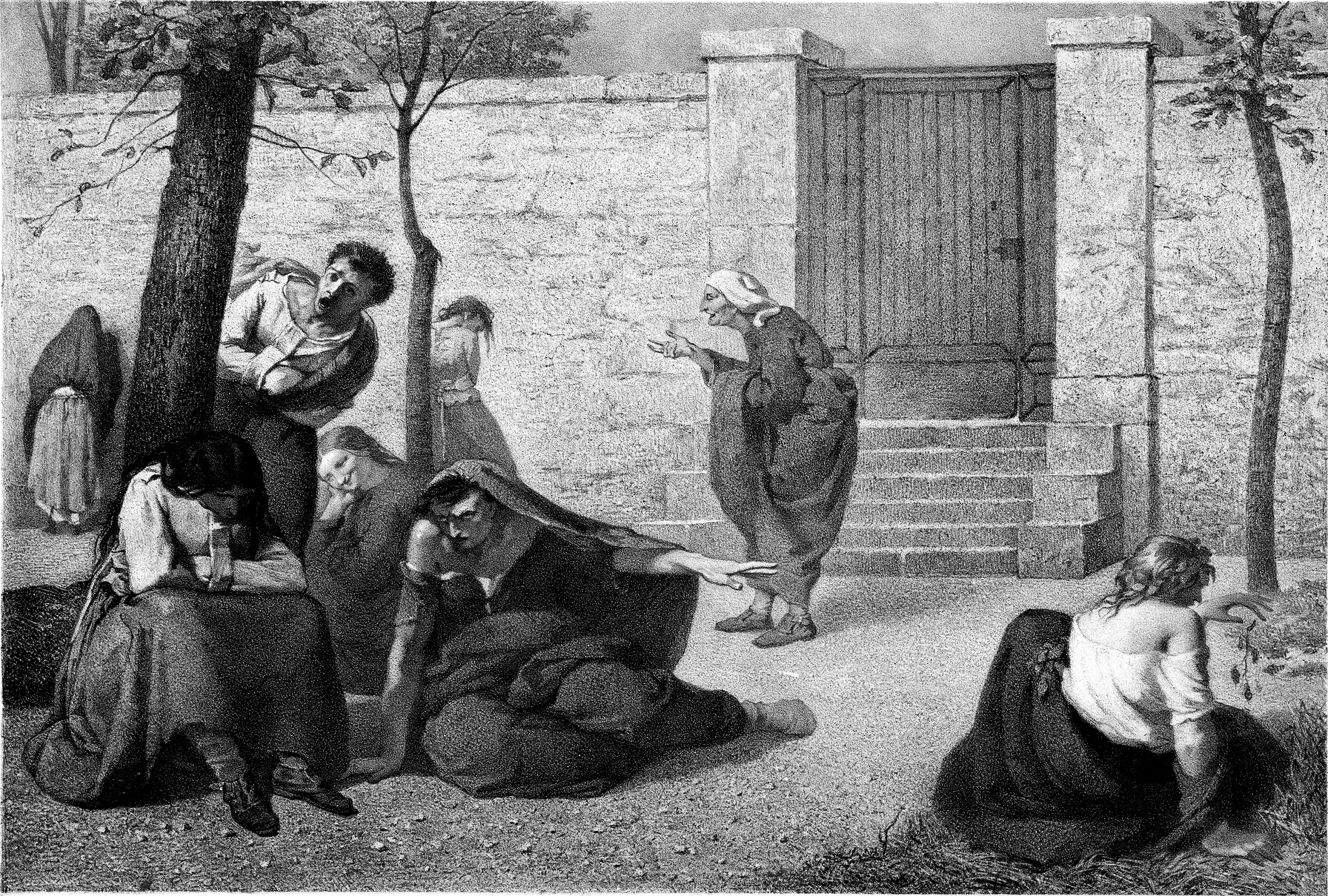
Lithographie de 1857, par Armand Gautier. Depuis plus d'un siècle, les hallucinations sont traitées à l’hôpital de la Salpêtrière.

Dans le premier tome de son ouvrage Des maladies mentales considérées sous le rapport médical, hygiénique, et médico-légal (1838), Esquirol fixe les principaux caractères des hallucinations : la conviction intime et l'absence d'objet, sans ou avec délire. Il pose le problème des hallucinés non aliénés.
Il précise que l'hallucination peut toucher tous les sens. Il fait du processus hallucinatoire un processus cérébral impliquant la mémoire et les associations d'idées, en s'inscrivant dans la ligne directe des idéologues.
Esquirol est aussi le premier à faire le diagnostic différentiel des hallucinations pour les distinguer des illusions, des états de rêve et du somnambulisme, de l'extase, de l'hypocondrie.
Durant le XIXe siècle, Jules Baillarger (1809-1890) introduit une distinction majeure entre hallucinations psychosensorielles et hallucinations psychiques. Baillarger traite de questions telles que l'hallucination est-elle une erreur de l'intelligence, de l'imagination, ou des sens ? Ce qu'on savait à l'époque du fonctionnement cérébral ne permettait guère de répondre.
La question des rapports entre aliénation mentale et hallucination est aussi débattue, notamment par Wilhem Griesinger (1817-1868), qui dresse une liste d'éminents personnages normaux ayant décrit leurs propres hallucinations : le Tasse, Goethe, Spinoza, Pascal… La pratique asilaire montre que beaucoup d'aliénés ont des hallucinations auditives, mais qu'en dehors d'elle l'hallucination paraît étrangère à la folie. L'hallucination apparaît alors comme un phénomène à part, irréductible à la simple duperie de l'imagination et de la mémoire.
Vers la fin du XIXe siècle, ces problèmes sont renouvelés par les travaux sur la pathologie du langage, dont ceux de Jules Séglas (1856-1939) et d'Augusto Tamburini (it) (1848-1919). L'hallucination verbale est envisagée du point de vue d'un rapport entre la pensée et la parole, en étant attribuée aux centres perceptifs du cortex cérébral.
Durant le XXe siècle, un mouvement globaliste se fait jour, où les expériences hallucinatoires n'apparaissent non plus comme une pathologie de centre cérébral sensoriel, mais comme une désorganisation du sujet lui-même. Le principal auteur est ici Henri Ey (1900-1977) avec Hallucinations et Délire (1934) et Traité des hallucinations (1973).

## Hallucinations psychosensorielles
Les hallucinations psychosensorielles peuvent être simples et élémentaires, ou complexes et élaborées, impliquant un seul sens ou plusieurs simultanément. Toutes les combinaisons sont possibles.

### Visuelles

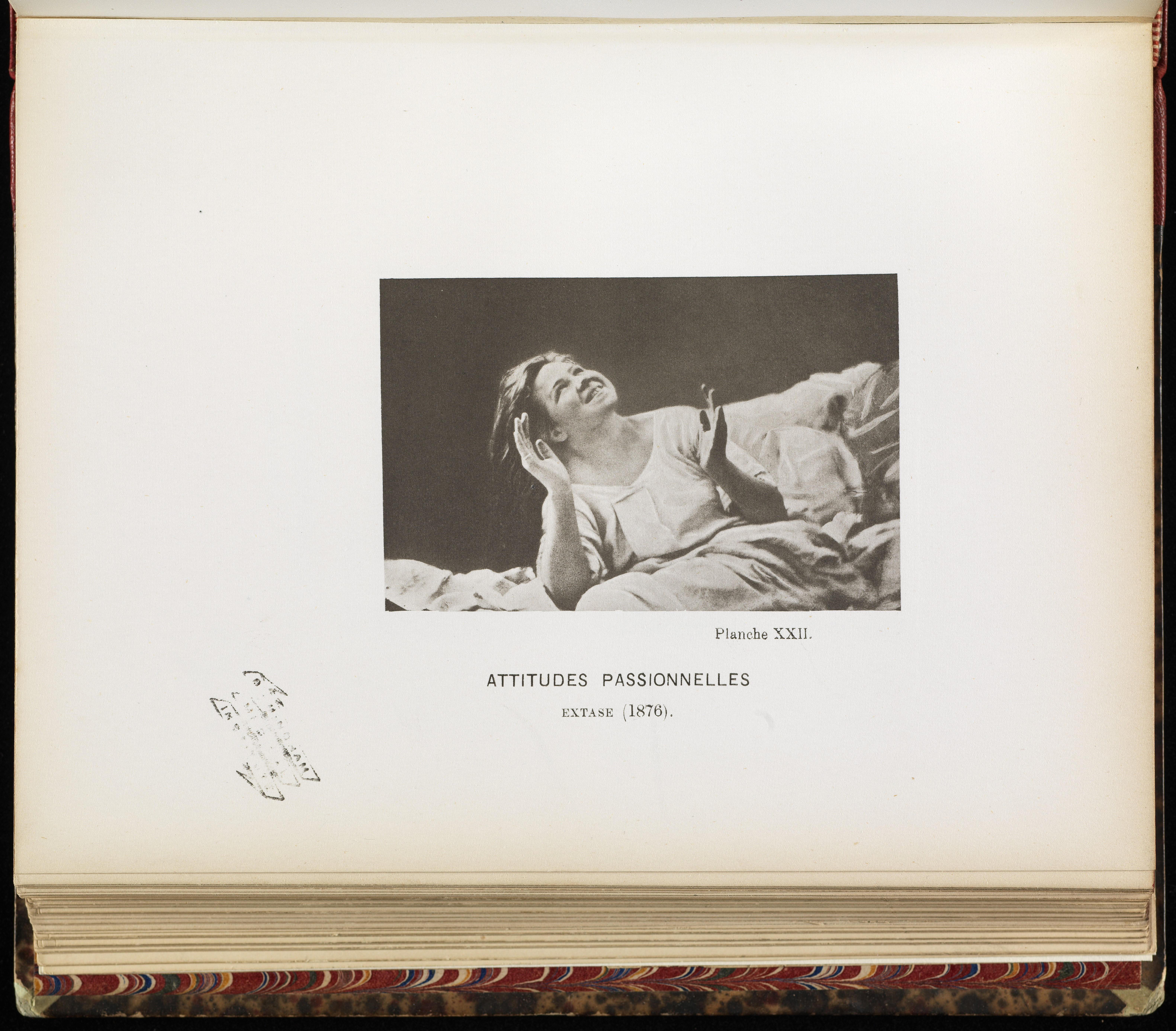
Une attitude de vision extatique, photographie d'une patiente de l'hôpital de la Salpêtrière en 1876.

L'hallucination visuelle désigne la perception de « quelque chose qui n'existe pas ou qui n'est actuellement pas présent devant la personne concernée ».
Elle peut correspondre à des visions élémentaires (phosphène, lueur, tache colorées…) ou complexes (objets, animaux, personnages, scènes plus ou moins animées). Ces hallucinations sont souvent colorées, de taille variable : normale, « lilliputienne » (taille réduite, micropsie), « gullivérienne » (taille augmentée, macropsie). La vision de petits animaux est typique dans l'intoxication alcoolique.
Ces visions peuvent survenir dans divers états affectifs : euphorique (extase mystique), passionné (visions érotiques), pénible ou effrayant (onirisme confusionnel).
L'existence d'hallucinations visuelles chez les aveugles de naissance est controversée.

### Auditives
Les hallucinations auditives sont la perception de sons (bourdonnement, sifflet…), de musique ou de voix inexistants, mais clairement entendus.
Le degré du son peut varier d'une personne à l'autre : plus ou moins aigu ou intense, sensation proche ou lointaine, distincte ou confuse, isolée ou multiple, entendue d'un seul côté ou des deux.
Il en est de même pour ce que les psychiatres appellent hallucination acoustico-verbale, mais que certains psychologues, comme Stéphane Raffard, préfèrent nommer plus factuellement entente de voix : les voix peuvent être celles d'une ou de plusieurs personnes, chuchotées ou bruyantes, bienveillantes ou hostiles, de personnes connues ou inconnues, vivantes ou mortes… La voix est entendue comme venant de l'extérieur. Elle peut se limiter à des mots, des propositions ou jusqu'à des phrases entières, sensées ou non. Elle peut s'adresser au patient (ordre, commentaire…) ou mener une conversation qui ne le concerne pas. Longtemps assimilées à la schizophrénie, elles sont aujourd'hui parfois analysées comme "un problème d’attribution entre l’attente de la personne et ce que son cerveau produit" et peuvent être prises en charge par des approches combinant psychologie, psychiatrie, neurosciences…
Ces hallucinations auditives entraînent différentes réactions du sujet : attitude d'écoute attentive ou au contraire de distraction par rapport à la voix, moyens de protection (coton dans les oreilles), réponse en aparté (dialogue hallucinatoire, le sujet répond à la voix), indifférence, ironie ou indignation, jusqu'à l'auto-agression où le sujet se frappe la tête contre le mur pour tenter de l'ignorer.

### Tactiles

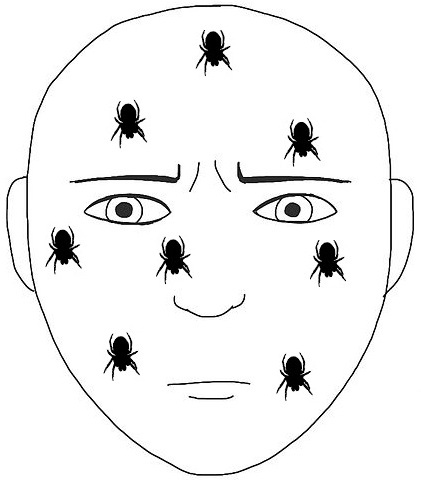
Un exemple d'hallucination tactile : Le patient sent des araignées ramper sur son visage, il est certain que ces araignées sont réelles.

Elles sont élémentaires (sensation de froid ou d'humidité, de chaud ou de brûlures, démangeaisons, piqûres, pincement, fourmillement…) ou plus élaborées, le sujet reconnaît un jet d'eau, un objet ou instrument, un contact avec une main, ou la présence d'animaux ou de parasites (sensation de grouillement ou de reptation).
Ces hallucinations tactiles entraînent des réactions : lésions de grattage, lésions par produits désinfectants ou de lavage, consultations médicales répétées…
L'hallucination tactile la plus sévère se manifeste par la sensation d'animaux ou d'insectes qui rampent, grouillent sur ou sous la peau, généralement accompagnée de la vision de ces derniers, avec tentative d'écraser ou de fuir ces hallucinations.

### Olfactives et gustatives
Les hallucinations gustatives, ou olfactives (nommées phantosmie) désignent le fait de percevoir des goûts ou de sentir des odeurs continuellement en dehors de toutes alimentations ou objets expliquant leurs présences de façon continuelle. Il est important de distinguer ces sensations et perceptions anormales de celles qui accompagnent les affections digestives ou respiratoires.
La perception est le plus souvent désagréable : vomi, d'urine, pétrole, ammoniaque, d'excrément, de fumée et autres puanteurs repoussantes. En ce qui concerne le goût, on retrouve généralement des goûts désagréables (amer, acide, salé…) ou suspect (poison). Plus rarement, elle peut être étrange, agréable, suave, voire enivrante.
Ces hallucinations peuvent entraîner des réactions, comme des réactions de défense (obturation de la pièce ou du logement contre des odeurs censées provenir de l'extérieur), mais leur caractère spatial est beaucoup moins net que les hallucinations auditives et visuelles.

### Autres

#### Hallucination cénesthésique

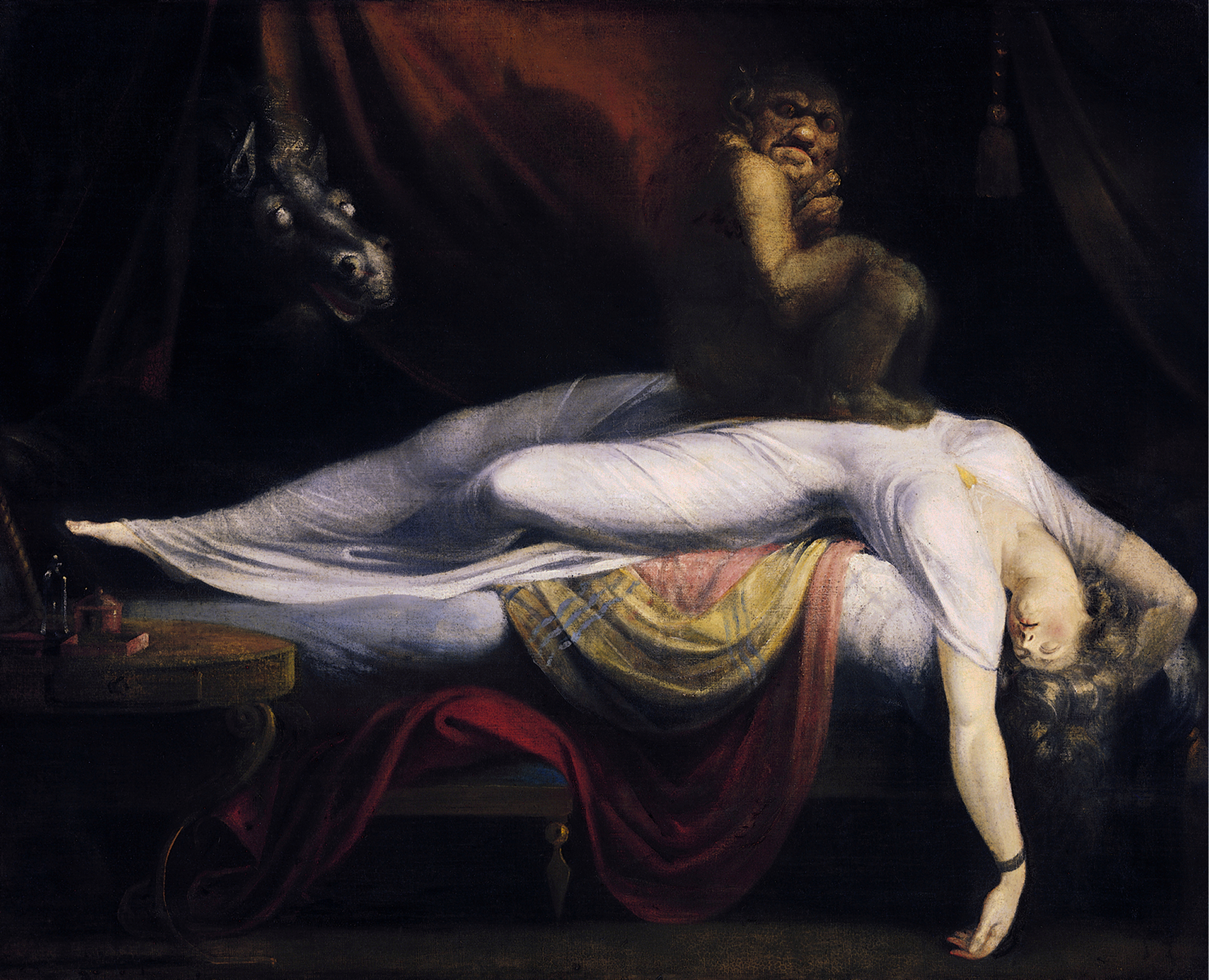
Le Cauchemar (1781) de Füssli, ou la représentation d'un démon incube.

La cénestopathie (de cénesthésie) est une sensation somatique viscérale, analogue à une hallucination de la sensibilité intérieure profonde. Elle s'accompagne d'un sentiment général de mauvaise santé, car elle est ressentie à l'intérieur du corps. La cénesthésie peut être localisée à une partie du corps, notamment digestive (par exemple sensation de mouvements intestinaux) ou sexuelle. Dans ce dernier cas, le sujet peut accepter ou refuser des rapports sexuels hallucinatoires. Ce type de troubles serait à l'origine des incubes et des succubes de la période médiévale.
La cénesthésie peut être généralisée, réalisant un syndrome de dépersonnalisation (transformation totale du corps, grandissement, évidement, éclatement, électrisation…) ou un vécu de possession diabolique ou animale.
D'autres hallucinations entrent dans la pathologie du schéma corporel, comme le membre fantôme, qui consiste à ressentir un membre ou un organe amputé ou manquant comme faisant toujours partie du corps ; ou encore les asomatognosies, méconnaissance d'une partie ou de la totalité du corps, s'en rapprocherait le délire des négations ou syndrome de Cotard,.
De même les sensations de lévitation, comme celle de sortie du corps, entreraient dans le cadre des hallucinations corporelles. L'autoscopie est l'hallucination de se voir soi-même (le sujet se voit lui-même venir sur lui dans une atmosphère d'étrangeté). L'autoscopie interne (voir son propre corps de l'intérieur) est une hallucination dont l'authenticité est discutée.

#### Hallucination kinesthésique
Les hallucinations psychomotrices ou kinesthésiques (de kinesthésie) sont le plus souvent verbales. Le sujet émet des paroles, à voix haute ou basse, avec mouvement à peine perceptible des lèvres. Il s'agit de l'articulation d'un mot ou de phrases, que le sujet ne reconnaît pas comme siens, et qui lui sont imposés. Parfois, le sujet dialogue à haute voix, en changeant de timbre, pour faire les questions et les réponses.

## Hallucinations psychiques
À l'origine, les « hallucinations dites psychiques » concernaient uniquement la pensée, dans le domaine verbal, sans modalités sensorielles, puis elles ont été étendues à des formes psychosensorielles complexes.
Par exemple, ce sont des voix intérieures (entendues dans la tête et non pas par l'oreille) transmises de l'extérieur comme par télépathie. Le patient reçoit par la pensée des informations, idées, musiques, rêveries, souvenirs, représentations… qui lui sont imposées.
On parle de désappropriation du langage intérieur, où le sujet n'a plus la maitrise volontaire de sa vie intérieure. Le patient éprouve ce phénomène comme l'intrusion d'un autre dans sa conscience, ce qu'il pense ou ressent ne lui appartient plus,.
Dans le syndrome d'influence, le sujet a le sentiment d'être possédé (pensées imposées), et d'être dirigé de l'extérieur (comportement imposé). Dans le syndrome d'automatisme mental, les hallucinations psychosensorielles, psychiques et syndrome d'influence se regroupent, avec un double phénomène de possession (parasitisme) et de mécanisation de la vie psychique du sujet.

## Diagnostic positif
Le diagnostic d'hallucination ne peut porter que sur des expériences répétitives, une hallucination isolée, éphémère, occasionnelle ayant peu de valeur.
L'expérience du sujet doit être éprouvée en dehors de son libre-arbitre, l'hallucination s'impose à lui de façon concrète et indubitable, avec croyance en la réalité de la perception, même si le sujet n'est pas toujours certain de la réalité du donné hallucinatoire, la perception est vécue comme une expérience réelle.
Dans les hallucinations psychiques, c'est un autre qui pense, et dans les hallucinations psychosensorielles, c'est quelque chose à l'extérieur de soi qui est perçu.

## Diagnostic différentiel

### Illusion
L'illusion est une perception erronée ou déformée d'un objet réel. Dans la vie courante, l'illusion peut porter sur la forme, la taille, le mouvement et le nombre des objets à percevoir, comme l'illusion d'optique. L'illusion peut être liée à l'état émotionnel comme la crainte ou l'espoir, où l'on croit reconnaitre un objet menaçant ou attendu.
Toutefois le sujet reste en état critique, et toujours susceptible de corriger son erreur. Ce n'est pas le cas de l'halluciné qui reste convaincu, de façon inébranlable, de la réalité objective de ses perceptions.

### Hallucinose
Il faut distinguer l'hallucination (même mot, en anglais) de l'hallucinose (hallucinosis, en anglais), qui est qualifiée de pseudo-hallucination (« pseudo » voulant dire : « faussement attribué(e) à »). L'hallucinose est une perception hallucinatoire (évidence sensorielle pour le sujet), mais qui en même temps la considère comme irréelle (le sujet reste critique, en l'attribuant par exemple à un toxique, une maladie sensorielle, etc.).
Le sens exact du terme hallucinose peut varier selon les périodes et les auteurs, et tend à être moins employé.

### Interprétation
L'interprétation est un jugement faux à partir d'une perception réelle ou d'un fait exact. La déduction qui en est tirée, ou la signification personnelle qui en est faite, sont erronées.
Dans le cas des interprétations délirantes, la personne attribue un sens délirant à ses perceptions sensorielles. Par exemple, la conviction que la sonnerie aléatoire d'un clocher porte le signal d'appel du divin. Néanmoins dans certaines pathologies très lourdes, comme la psychose hallucinatoire chronique, hallucinations et délires peuvent être associés.

### Obsession
L'obsession se définit comme l'irruption automatique dans la pensée d'une idée ou d'un sentiment, mais elle s'oppose à l'hallucination psychique par trois critères :
- l'obsession est reconnue comme venant de soi, même si le moi conscient est en désaccord ;
- elle est reconnue comme pathologique ;
- elle s'accompagne d'une lutte intérieure.

### Simulation
Pour un article plus général, voir Simulation de maladie.
C'est l'imitation consciente de discours, symptômes ou attitudes d'hallucinés, dans un but utilitaire (attirer l'attention ou la compassion, obtenir une pension, éviter ou réduire une peine de prison…).
On distingue les simulateurs classiques, sans antécédents psychiatriques, qui se présentent comme des hallucinés, et les « sursimulateurs » qui exagèrent des troubles préexistants (par exemple des troubles neurosensoriels). L'hallucination peut être facilement simulée, mais elle peut être suspectée par ses circonstances (bénéfices immédiats, cas collectifs par imitation…), son apparition brusque chez un sujet sans antécédents, sa richesse ou son intensité d'emblée, un tableau complexe ne ressemblant à rien de déjà connu,.
L'enquête se fait alors par l'écoute et l'interrogatoire, et surtout par observation prolongée, avec examens complémentaires à la recherche d'éventuelles causes d'hallucinations.

## Théories

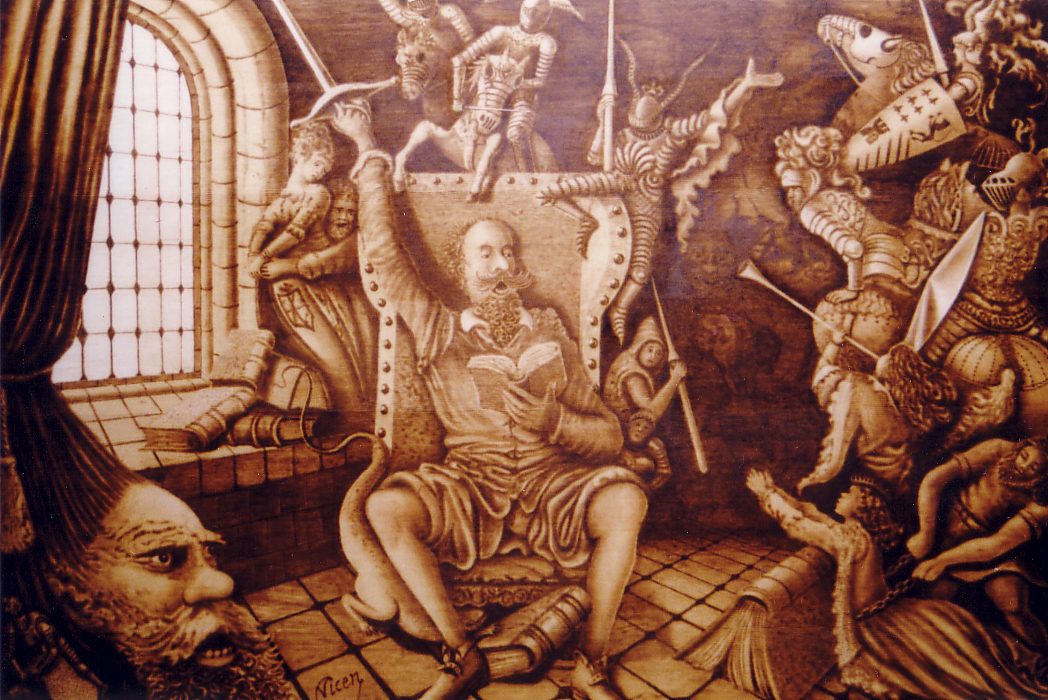
Les hallucinations de Don Quichotte.

Diverses théories ont été proposées, mais on ne connait pas avec certitude le mécanisme de l'hallucination. Les théories neuropsychologiques font le lien entre l'activité hallucinatoire et les mécanismes connus du fonctionnement cérébral. Les théories psychanalytiques font le lien avec le contenu du rêve et une régression infantile.
Le caractère hétérogène du phénomène hallucinatoire fait la difficulté d'en donner un modèle global explicatif unique.

### Neuropsychologiques
L'approche neurochimique se base sur le fait que des toxiques et produits chimiques sont capables de produire des hallucinations (substances hallucinogènes). De telles substances sont des agonistes de la sérotonine, d'autres de la dopamine, etc. À partir de là, les hallucinations seraient liées à des troubles de la neurotransmission cérébrale.
L'approche neurologique (clinique, imagerie, neurochirurgie…) établit des liens entre le type d'hallucination et des structures cérébrales, comme les zones sensorielles ou celles impliquées dans les états de rêve. Les modèles proposés font intervenir des phénomènes de désafférentation ; d'excitation directe de zones du cortex cérébral (épilepsies), ou de dissociation de mécanisme du rêve (lésion cérébrale, narcolepsie…).
L'approche cognitive propose aussi plusieurs modèles, dont la défaillance d'une fonction d'auto-surveillance de la distinction entre soi et l'extérieur, aussi bien au niveau de la perception qu'au niveau de l'attribution. Le sujet n'est plus en mesure de percevoir et juger qu'un énoncé interne vient de lui : l'origine est attribuée à l'espace extérieur, en dehors de lui. Même dans le cas où il est vécu en dedans, le phénomène est ressenti comme extérieur et étranger à soi.

### Psychanalytiques
Freud rapproche les hallucinations du rêve, comme correspondant à un retour du refoulé au niveau conscient. Il existerait une régression à un stade infantile précoce, celui qui précède la distinction entre représentations et perceptions. L'hallucination est alors une projection de soi dans l'extérieur.
Freud est aussi à l'origine de la problématique de « l'hallucination négative », c'est-à-dire le fait de ne pas percevoir un objet existant, quelle que soit sa position, son intensité… Il y aurait une hallucination positive ou perception sans objet, et une hallucination négative ou objet sans perception, présent dans l'environnement mais littéralement « effacé » dans la conscience du sujet. Ce concept reste discuté, mais Freud en faisait une clé de compréhension des hallucinations positives.

## Causes
Les hallucinations peuvent avoir de nombreuses causes : physiologiques (pouvant survenir dans des circonstances habituelles particulières), psychiatriques, neurologiques et neurosensorielles, toxiques et métaboliques.
Tout patient présentant des hallucinations, surtout au début, doit faire l'objet d'un examen clinique et neurologique complet, éventuellement avec imagerie et examens biologiques selon les cas.

### Physiologiques

#### Deuil
Dans le travail de deuil, il s'agit de phénomènes intermédiaires entre l'illusion et l'hallucination : illusion de présence, de bruit de pas, de reflet du visage du défunt sur une vitre… Ces phénomènes, pris isolément, ne sont pas pathologiques.

#### Liées au sommeil
Les hallucinations hypnagogiques ont lieu au moment de l'endormissement. Elles n'ont pas de signification pathologique. Elles correspondent à des sensations de chute avec sursaut, ou visuelles (images géométriques, personnages, animaux…), plus rarement auditives (musique…) qui peuvent provoquer le réveil au milieu de l'endormissement.
Les hallucinations hypnopompiques surviennent lors du réveil, et ne se prolongent en général pas plus de quelques secondes ou minutes après l'éveil.

#### Liées à des situations de privation
Ce type d'hallucination peut se produire également chez une personne manquant de sommeil ou effectuant une tâche trop monotone, voire les deux. Généralement, elles sont accompagnées d'endormissements de quelques secondes parfois appelés « micro-sommeil » où la personne reste dans un état intermédiaire entre le sommeil et l'éveil.
Ces phénomènes sont rapprochés des hallucinations décrites lors des situations d'isolement sensoriel, ou de solitude prolongée (navigateur, explorateur… solitaires).

### Psychiatriques
Les hallucinations psychosensorielles et verbales s'observent dans des pathologies délirantes aigües ou chroniques.
Dans les délires chroniques, les hallucinations s'observent surtout dans la schizophrénie, elles sont le plus souvent acoustiques et/ou verbales, se caractérisant par une grande variété de contenus, la voix étant familière ou inconnue, donnant des instructions ou lançant des injures, allant jusqu'à l'illusion d'une conversation. Elles s'observent aussi dans la psychose hallucinatoire chronique ; le syndrome d'automatisme mental.
En principe, les hallucinations sont absentes dans le délire paranoïaque (délire d'interprétation, de préjudice), mais elles peuvent être rarement présentes dans des moments de décompensation de la paranoïa sensitive.
Dans les délires aigus, il s'agit de bouffée délirante ou trouble psychotique bref ; de formes hallucinatoires de la manie et de la mélancolie. Dans la mélancolie délirante, les hallucinations peuvent formuler des ordres de suicide, souvent exécutés.
L'existence d'hallucinations dans la psychose infantile est discutée, elles sont difficiles à différencier de la rêverie.

### Neurologiques et neurosensorielles
De nombreuses maladies neurodégénératives peuvent s'accompagner d'hallucinations. Les plus fréquentes sont la maladie de Parkinson, la démence à corps de Lewy, la maladie d'Alzheimer…
D'autres pathologies sont en cause comme les maladies vasculaires cérébrales, méningoencéphalites infectieuses, traumatismes crâniens, tumeurs cérébrales… Les hallucinations sont en rapport et associées avec d'autres signes neurologiques, en fonction du siège des lésions.
Les crises d'épilepsie partielle s'accompagnent fréquemment d'hallucinations brèves et stéréotypées pouvant indiquer la localisation de l'épilepsie. Les hallucinations auditives sont en rapport avec l'épilepsie temporale ; les visuelles avec le lobe occipital ; les olfactives et gustatives avec, entre autres, la région temporale interne ; les somatognosiques ou hallucination d'absence ou transformation d'une partie du corps, de membre surnuméraire… sont en rapport avec la région pariétale.
Les hallucinations auditives peuvent aussi être liées à une malformation artério-veineuse, un accident vasculaire cérébral, une lésion, un abcès, une tumeur. Toutes les causes de surdité (le plus souvent partielles et acquises) peuvent susciter des hallucinations musicales (chansons d'enfants, mélodies célèbres…), avec ou sans acouphènes.
Des hallucinations visuelles, par suractivité cérébrale, peuvent se produire chez environ 10 à 12 % des sujets ayant un handicap visuel (jusqu'à la cécité acquise) par lésion des nerfs optiques, du chiasma optique ou du cortex visuel. Par ailleurs, l'âge élevé et la perte visuelle sont des facteurs de risque pour le syndrome de Charles Bonnet.
Des hallucinations visuelles, le plus souvent élémentaires, s'observent dans la migraine ophtalmique. Des hallucinations olfactives ont également été rapportées lors de migraine, bien que la fréquence de telles hallucinations soit encore méconnue,.
L'hallucination olfactive ou phantosmie est différente de la parosmie, qui implique une odeur présente, mais différemment perçue par un individu. Cette phantosmie peut être induite par l'épilepsie affectant le cortex olfactif, ou lors de la crise dite uncinée (secondaire à l'irritation par une tumeur de la pointe de la face interne du lobe temporal où se trouve le centre cortical des sensibilités olfactives et gustatives).
Au total, ces hallucinations olfactives et gustatives apparaissent souvent en conséquence de dommages faits aux tissus nerveux du système olfactif ou gustatif : infection virale, tumeur cérébrale, traumatisme physiologique ou exposition possible à des toxines ou drogues.
La narcolepsie est une pathologie du sommeil qui peut comporter des hallucinations corporelles ou auditives, parfois visuelles.

### Toxiques

#### Alcool

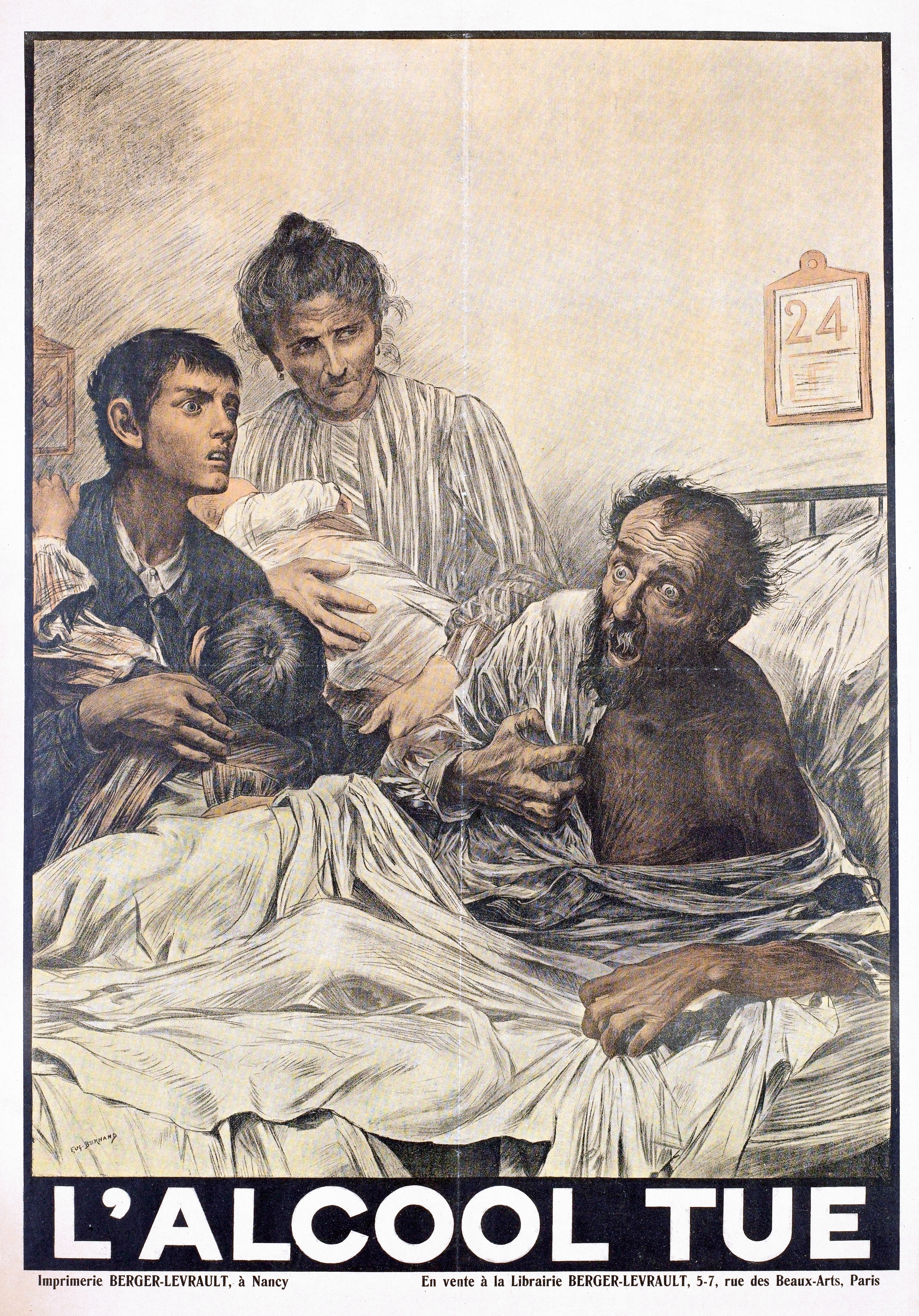
Hallucinations terrifiantes, visuelles et tactiles, du delirium tremens.

Des hallucinations visuelles chez un sujet alcoolique peuvent être liées soit à une ivresse pathologique, soit à un syndrome de sevrage jusqu'au delirium tremens.
Dans l'hallucinose des buveurs, déclenchée par excès alcoolique, les hallucinations sont plutôt de type acoustico-verbal.

#### Substances hallucinogènes
Il peut s'agir de substances végétales : alcaloïdes des Solanacées vireuses comme la belladone, la jusquiame, la datura ou la mandragore.
Les hallucinations visuelles et tactiles apparaissent le plus souvent après la prise de produits hallucinogènes, de consommation ou de sevrage de produits psychoactifs (benzodiazépines, anticholinergiques, antidépresseurs, neuroleptiques, amphétamines, etc.).
Une prise importante de caféine peut causer quelques hallucinations sonores. Une étude menée par l'Université de La Trobe révèle que cinq tasses de café, voire plus, peuvent causer ce phénomène.
L'onirisme correspond à des hallucinations visuelles faites de visions semblables aux rêves, mais dans un état éveillé, le plus souvent avec confusion mentale, les causes principales sont toxiques mais aussi infectieuses.

### Autres
Des hallucinations sont parfois observées au cours de troubles métaboliques (hypoglycémie, carence en vitamine B12…), de troubles endocriniens (maladies de la thyroïde, etc.), de stress post-traumatique (guerre, attentat, catastrophe…),.